# Andreea Tecar
Andreea Tecar (n. 21 martie 1998, în Baia Mare) este o handbalistă română care joacă pentru echipa suedeză Kristianstad HK pe postul de intermediar dreapta. Tecar a fost componentă a echipei naționale pentru junioare a României și echipei naționale pentru tineret a României.

## Biografie
Andreea Tecar a început să joace handbal la vârsta de 7 ani. A rămas la handbal dupa ce a mai practicat schiul. După trei ani de activitate la Clubul Sportiv Extrem Baia Mare, Tecar a ajuns la Clubul Sportiv Școlar nr. 2 Baia Mare, unde a devenit, în 2011, vicecampioană națională la categoria junioare III. În 2012 a fost convocată pentru prima dată la lotul național de cadete al României. În 2013 a fost desemnată cel mai bun inter dreapta la turneul final de junioare III de la Baia Mare.
În 2015, Tecar a fost convocată la echipa U17 a României pentru a participa la ediția din acel an a FOTE și la Campionatul European din Macedonia, unde România s-a clasat pe locul 4. De asemenea, împreună cu naționala de junioare a obținut medaliile de aur la Jocurile Balcanice pentru Tineret ediția 2015. Anul următor, ea a făcut parte din echipa U18 a României la Campionatul Mondial din Slovacia, unde România s-a clasat pe locul 14.
Tot în 2016, Andreea Tecar împreună cu CSȘ nr. 2 Baia Mare a câștigat medalia de bronz la turneul final de junioare 1 de la Râmnicu Vâlcea. Având dublă legitimare, ea a jucat și pentru echipa de senioare CS Minaur Baia Mare, care evolua la acea vreme în Divizia A și cu care a promovat în Liga Națională în 2018.
A participat, în 2017, cu naționala de tineret a României la Campionatul European U19 din Slovenia, unde România a terminat pe locul 9. La finalul partidei contra Croației din grupa intermediară 1 Tecar a fost desemnată cea mai bună jucătoare (MVP) a meciului. În 2018, Andreea Tecar a făcut parte din echipa U20 a României la Campionatul Mondial din Ungaria, unde România s-a clasat pe locul 8.
În sezonul 2019-2020 a fost împrumutată la HC Zalău, iar în sezonul 2020-2021 a revenit la CS Minaur, echipă cu care a devenit vicecampioana României iar în competițiile europene a ocupat locul 3 în Liga Europeană.
În 2021, handbalista s-a transferat la CSU Știința București, iar în 2022 s-a transferat, în Suedia, la Kristianstad HK.

## Palmares
- Jocurile Balcanice pentru Tineret
  -  Medalie de aur: 2015

- Campionatul European U17
  - Locul IV: 2015

- Liga Europeană:
  -  Medalie de bronz: 2021

- Liga Națională: 
  -  Medalie de argint: 2021

- Campionatul Național de Junioare I:
  -  Medalie de bronz: 2016

- Campionatul Național de Junioare III:
  -  Medalie de argint: 2011

## Distincții personale
- Cel mai bun intermediar dreapta din turneul final al campionatului național de junioare III: 2013[9]
- În 2015 a fost desemnată cel mai bun sportiv din județul Maramureș, distincție oferită de Direcția Județeană pentru Sport și Tineret Maramureș.[necesită citare]